# هاني عبد المريد
هاني عبد المريد كاتب وروائي وقاص مصري وُلد عام 1973 بمحافظة القاهرة، ويعمل أخصائي نظم معلومات في إحدى مكتبات القاهرة العامة.

## مؤلفاته
ألف هاني عبد المريد العديد من المؤلفات التي تنوعت ما بين المجموعات القصصية، والروايات، ومنها:
- إغماءة داخل تابوت (مجموعة قصصية)
- عمود رخامي في منتصف الحلبة (رواية): صدرت عام عن دار للنشر والتوزيع بالقاهرة.
- شجرة جافة للصلب (مجموعة قصصية): صدرت عام 1999 عن المجلس الأعلى للثقافة بالقاهرة ضمن سلسلة الكتاب الأول.[1]
- كيرياليسون (رواية): صدرت عام 2008 عن دار الدار للنشر والتوزيع بالقاهرة، وفازت بجائزة ساويرس للثقافة في الرواية فرع شباب الأدباء عام 2009.[2][3]
- أساطير الأولين (مجموعة قصصية): صدرت عام 2011 عن دار ميريت للنشر والتوزيع بالقاهرة.[4]
- أنا العالم (رواية): صدرت عام 2016 عن دار الكتب خانة للنشر والتوزيع بالقاهرة.[5][6]
- تدريجيا وببطء (مجموعة قصصية): صدرت عام 2017 عن دار بتانة للنشر والتوزيع بالقاهرة.[7]
- محاولة الإيقاع بشبح (رواية): صدرت عام 2018.[8][9]
- من شرفة بيتهوفن (مجموعة قصصية): صدرت عام 2020 عن الدار المصرية اللبنانية للنشر والتوزيع بالقاهرة، وتضمنت 22 قصة قصيرة.[10][11]

## الجوائز والتكريمات
حظي الكاتب هاني عبد المريد بتكريم العديد من الجهات المحلية والعربية، وحصل على عدد من الجوائز الأدبية، والتي من أهمها:
- جائزة الثقافة الجماهيرية التي يقدمها المجلس الأعلى للثقافة عام 2002 عن مجموعته القصصية «إغماءة داخل تابوت».
- جائزة الثقافة الجماهيرية من المجلس الأعلى للثافة عام 2008 عن روايته «كيرياليسون».
- جائزة ساوريس للثقافة في الرواية فرع شباب الكتاب عن روايته «كيرياليسون» عام 2009.[12]
- جائزة الدولة التشجيعية للتفوق في الأداب عام 2017 عن روايته «أنا العالم».[13]
- جائزة ساوريس للثقافة في القصة القصيرة فرع شباب الكتاب في دورتها التاسعة عام 2013 عن مجموعته القصصية «أساطير الأولين».